# Khwein al-Kabir
Khwein al-Kabir (tiếng Ả Rập: خوين الكبير) là một ngôi làng Syria nằm ở Al-Tamanah Nahiyah ở huyện Maarrat al-Nu'man, Idlib. Theo Cục Thống kê Trung ương Syria (CBS), Khwein al-Kabir có dân số năm 2094 trong cuộc điều tra dân số năm 2004.